# Quilòmetre Zero
En molts països, el Quilòmetre Zero (també, quilòmetre 0 o km 0) o termes similars en altres llengües, és una localització geogràfica singular (sovint a la capital de la nació), des de la qual es mesuren les distàncies. Una noció similar és l'existent per a les carreteres (és a dir, tots els trams d'una carretera tenen un nombre, depenent de la seva distància a un determinat lloc), i per a ciutats singulars (sovint la central de correus de la ciutat s'usa per a aquest fi).

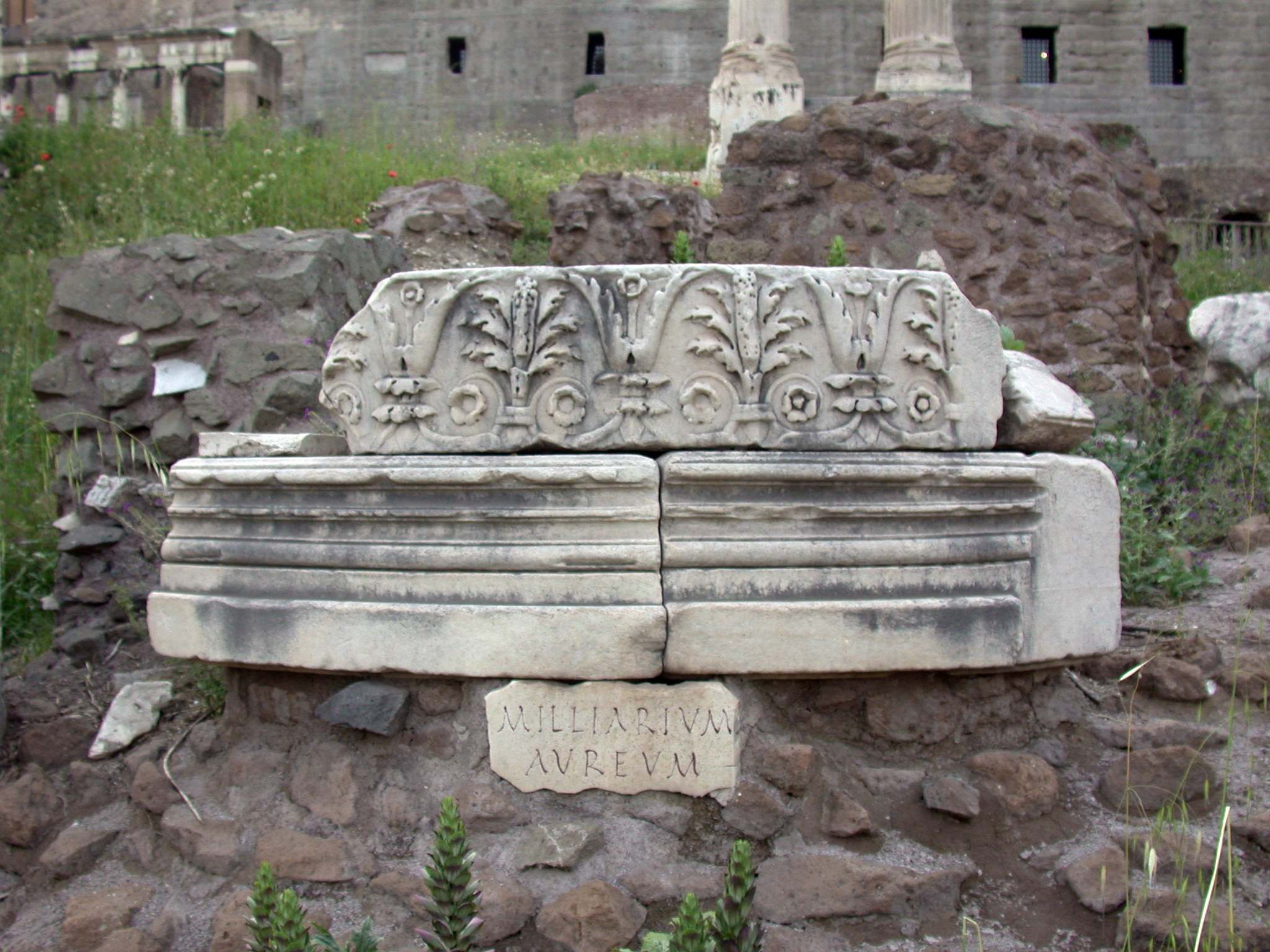
Restes del miliarium aureum, en el Fòrum Romà.

## Història
La més famosa d'aquestes localitzacions és el Milliarium Aureum ("Xaló d'Or") situat en el Fòrum de Roma. Era, en realitat, un monument de bronze erigit per l'emperador Cèsar August prop del temple de Saturn. Es considerava que tots els camins començaven en aquest monument i totes les distàncies de l'Imperi romà es mesuraven en relació amb aquest punt. Segons Schaaf (1886, v.1 p.1), l'antiga frase “Tots els camins condueixen a Roma” és una referència al Milliarium Aureum, com el punt específic cap on totes les carreteres havien de portar. Actualment, només es conserva la base d'aquesta fita.
El Milliarium Aureum va ser un monument diferent del Umbilicus Urbis Romae (“Melic de la ciutat de Roma”), una estructura també construïda en el Fòrum Romà i que va servir per a un propòsit similar amb anterioritat.

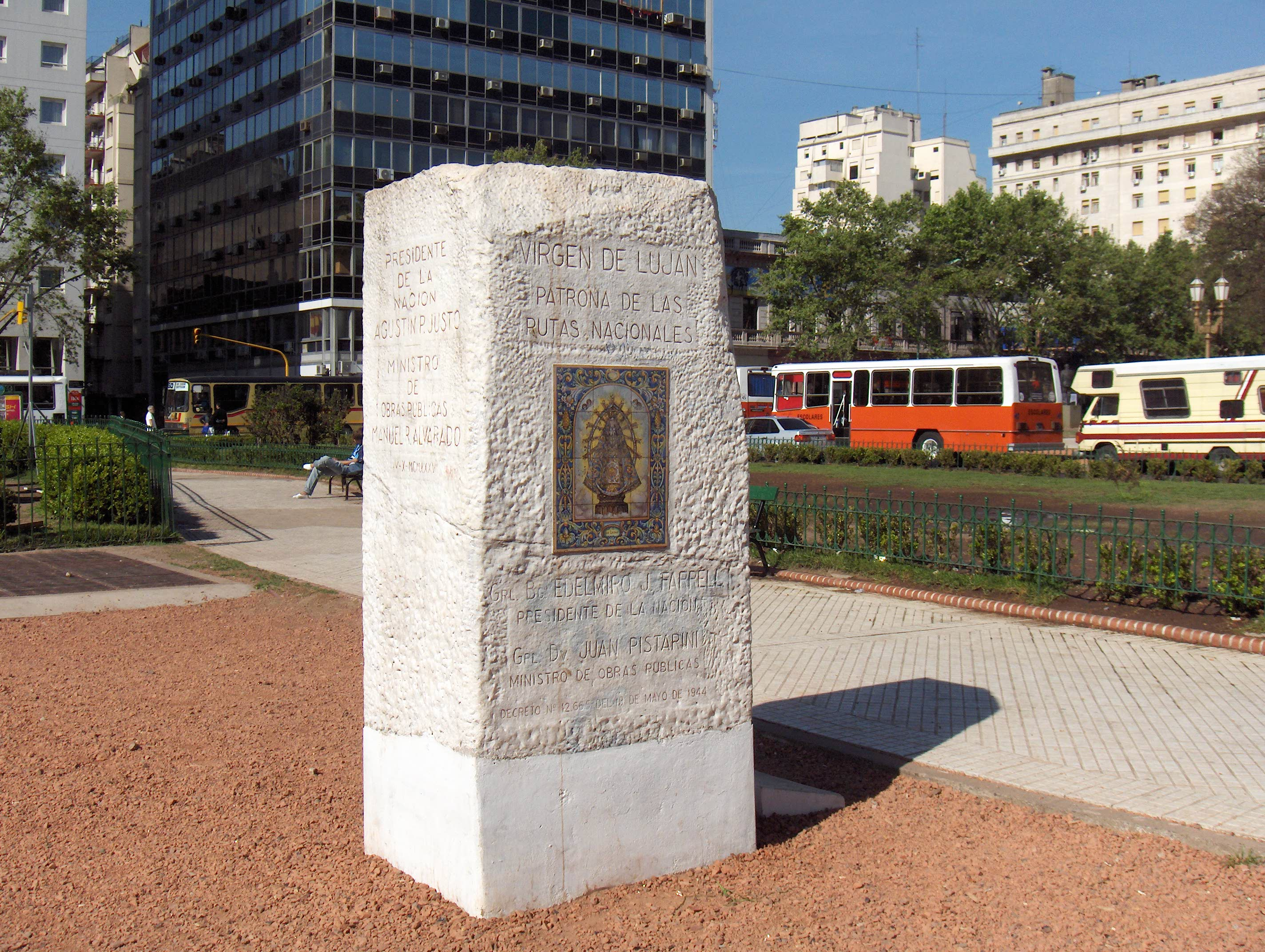
Monòlit del "km 0" a Buenos Aires, Argentina.

## Argentina
Argentina té el seu quilòmetre 0 en un monòlit a la Plaça Mariano Moreno, a Buenos Aires. El 2 d'octubre de 1935, es va instal·lar el monòlit, obra dels germans Màxim i José Fioravanti sobre la zona nord de la Plaça Lorea però, per un decret, es va traslladar a la seva actual ubicació el 18 de maig de 1944. En la seva cara nord, està gravada la Verge de Luján; en la cara sud, una carta en relleu de la República Argentina; a l'oest, plaques en homenatge a José de San Martín, i en la seva cara est, plaques amb la data del decret i el nom de les autoritats.

## Xile
El Quilòmetre Zero de Xile es troba a la Plaça d'Armes de Santiago de Xile, considerat com a icona fundacional històrica de la ciutat i del país. Una placa de bronze situada allí marca precisament la fita.

## Xina
El “quilòmetre zero” de les vies fèrries xineses està situat a l'entrada de l'estació de Fengtai a Pequín des d'on surt la línia Jingguang. No hi ha placa cerimonial, sinó simplement una placa de ciment amb el número “0” pintat.

## Colòmbia

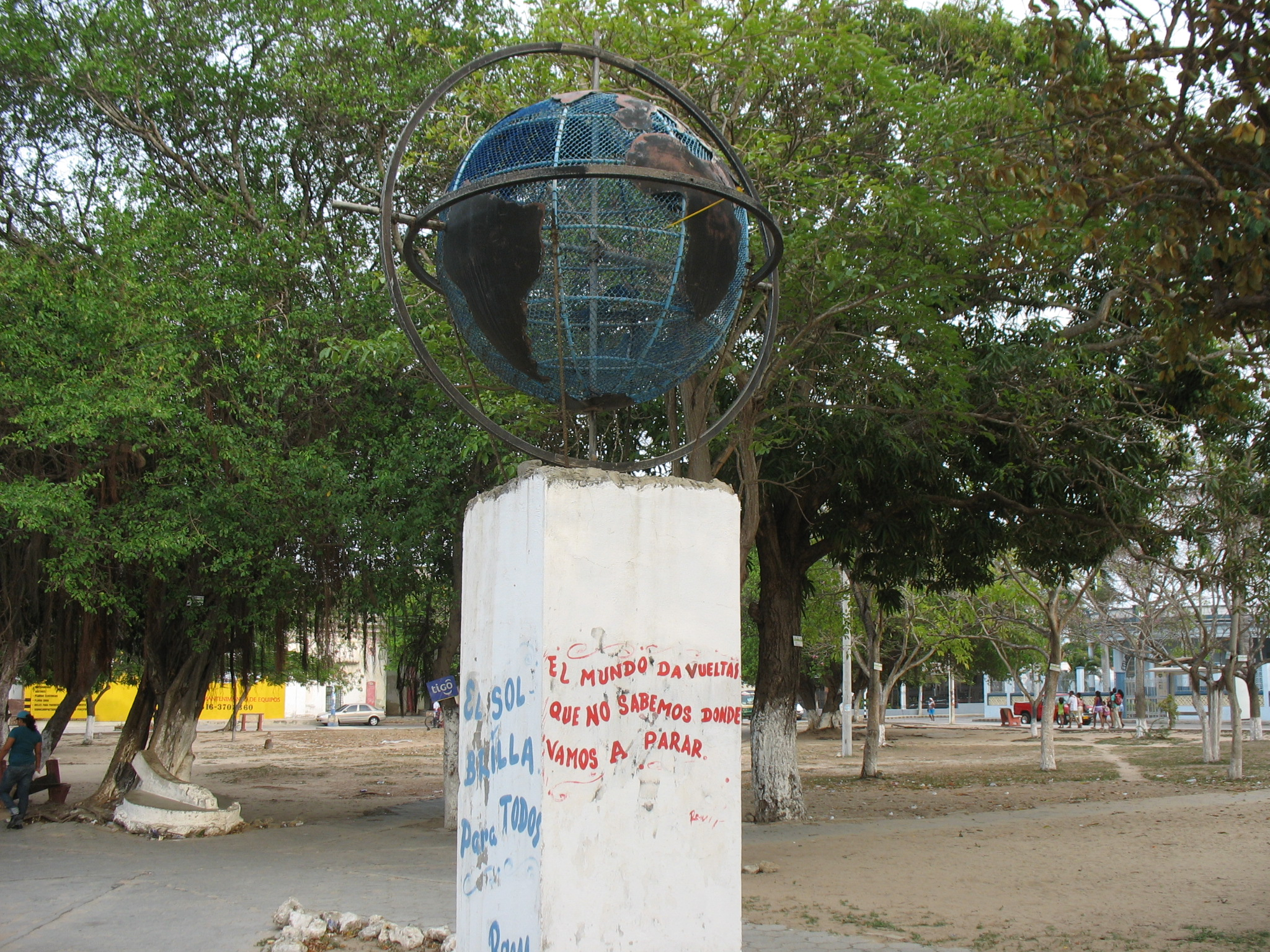
Punt zero en Barranquilla.

El quilòmetre zero de Colòmbia es troba a Barranquilla a una latitud 10º 59' 16" al nord de la línia equatorial i una longitud de 74º 47' 20" a l'occident de Greenwich (10°59′16″N 74°47′20″O / 10.98778, -74.78889), prenent com a referència el punt zero de la ciutat situat a la plaça de la Pau.

## Cuba

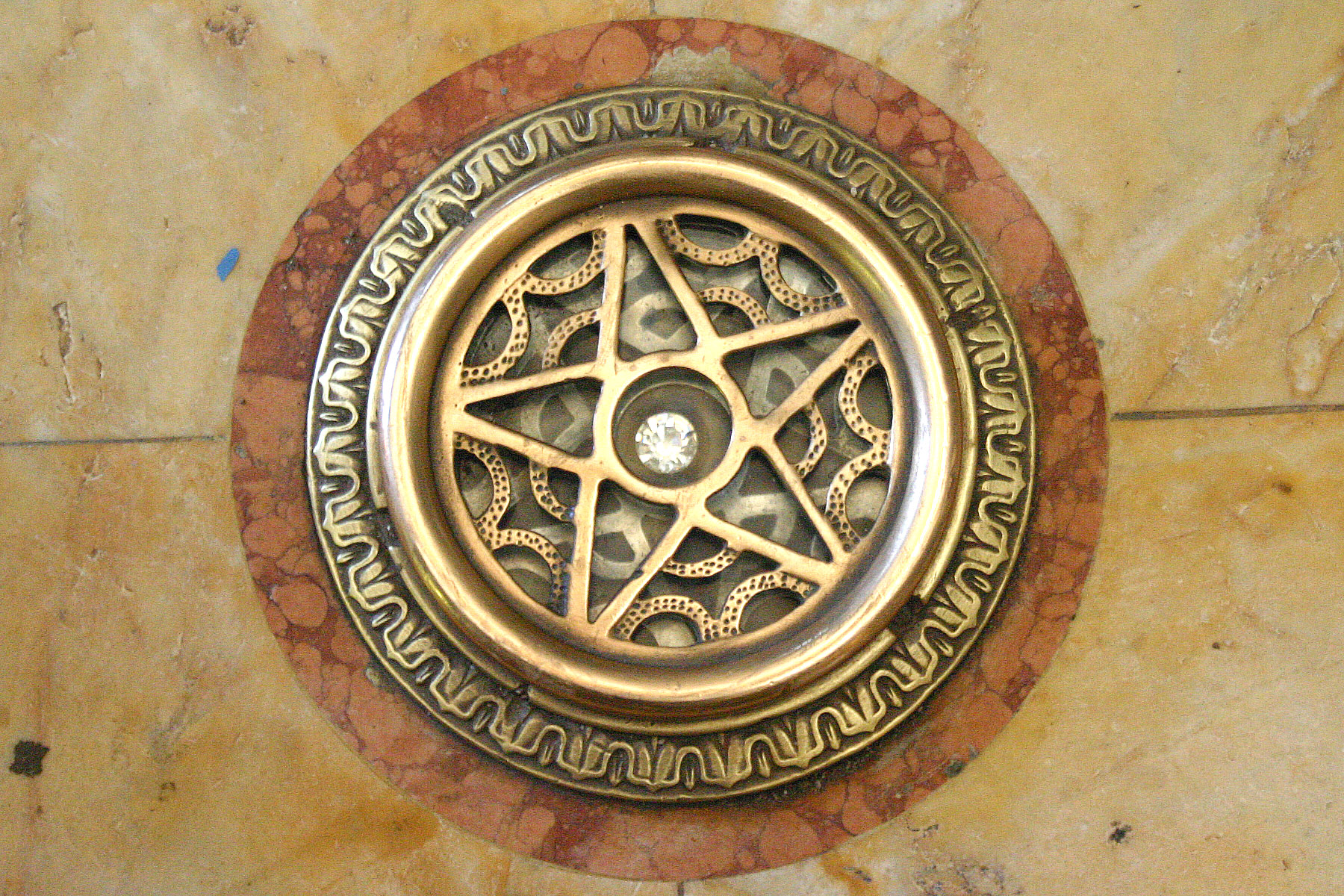
Diamant del Capitoli de l'Havana.

El quilòmetre zero de Cuba està situat en el Capitoli de l'Havana, un edifici construït l'any 1929 per l'arquitecte Eugenio Raynieri Piedra destinat a albergar i ser seu de les dues Càmeres del Congrés o cos legislatiu de la República de Cuba. Està situat al centre la capital del país, l'Havana. Quan va ser dissolt el Congrés, va començar a ser la seu del Ministeri destinat a Centre de Congressos i Exposicions. Obert al públic, és un dels atractius turístics més visitats de la ciutat. Constitueix el segon punt més alt de l'Havana després del monument a José Martí situat a la Plaça de la Revolució.
L'edifici té un diamant de 25 quirats incrustat en el pis de granit del Saló dels Passos Perduts, just sota el centre mateix de la cúpula i als peus de l'Estàtua de la República. Segons s'explica, el diamant va pertànyer a l'últim tsar de Rússia, Nicolás II, i se li atribuïen poders curatius. Aquest diamant marca el punt quilomètric zero de les carreteres cubanes. 	
Malgrat estar protegit per un sòlid cristall blindat considerat irrompible, el diamant va ser robat en 25 de març de 1946 i recuperat el 2 de juny de l'any següent.

## Espanya

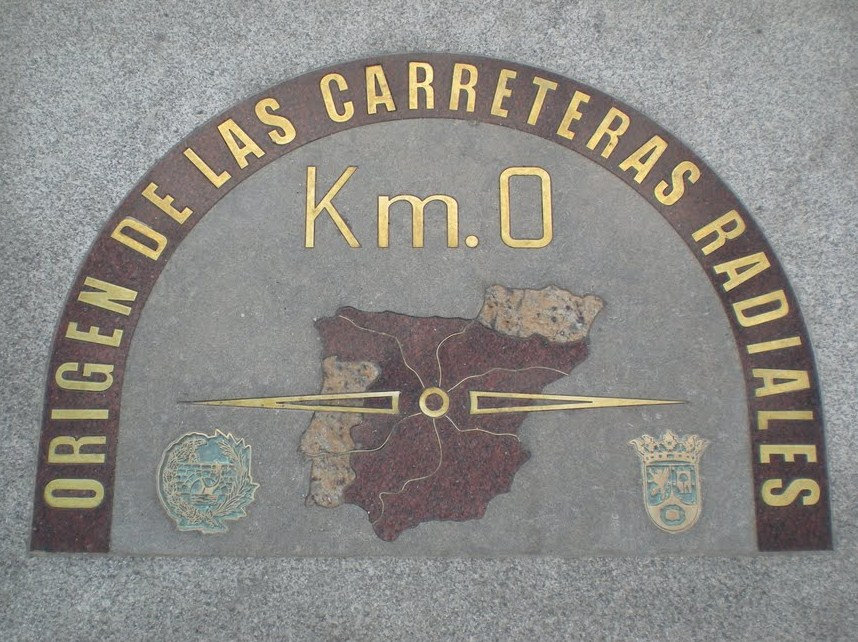
Placa del quilòmetre zero a Madrid que va substituir a l'antiga en 2009.

Espanya té el quilòmetre zero de les carreteres nacionals radials enfront de la Casa del Rellotge, en la Puerta del Sol a Madrid. Consisteix en una placa a la vorera, que va ser renovada en 2009 durant les obres de la plaça. Instal·lada l'any 1950, va començar a marcar els sis antics itineraris creats l'any 1720 i després convertits, parcialment en les sis primeres carreteres radials. Encara que en la imatge, només apareixen representades les sis primeres, el punt no només marca l'origen d'aquestes, sinó també el de la resta de les radials (no inclou les transversals) de la Xarxa de Carreteres de l'Estat. Aquelles els identificadors de les quals acaben en xifra imparella, porten els seus quilòmetres des d'aquest punt, bé sigui a través de diferents carrers de Madrid (N-401), o a més des de les sis primeres (N-301, N-601…). La rèplica de 2009 és de granit i llautó. La placa antiga va ser creada per l'artista Cándido Herrero Rico i posicionada allí amb motiu d'una imminent posada en marxa del Pla REDIA, l'última vegada que es van mesurar les carreteres nacionals per a poder abalisar-les.
L'illa de la Palma té el seu propi quilòmetre zero des de 2007.

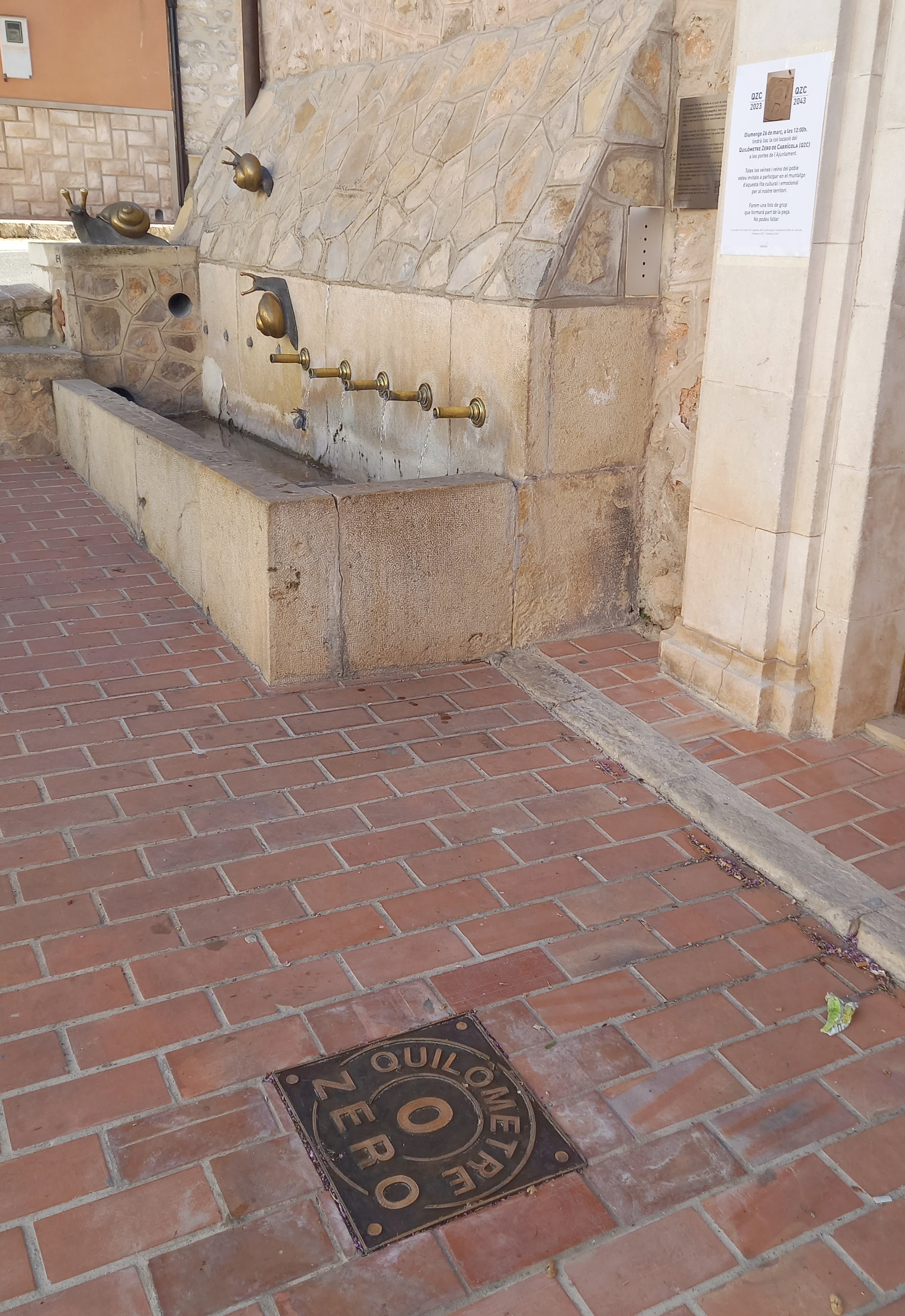
Quilòmetre Zero a les portes de l'Ajuntament de Carrícola.

El poble de Carrícola, a la Vall d'Albaida, té el seu propi Quilòmetre Zero des de 2023. Se'l considera un punt de partida alternatiu cap a un futur més amable.

## França
El Quilòmetre Zero (anomenat point zéro) de França està localitzat a la plaça en la qual es troba l'entrada principal de la catedral de Notre Dame de París (48° 51′ 12″ N, 2° 20′ 56″ E / 48.85341°N,2.34880°E /, WGS 84). Allí, un estel de bronze encaixat en el paviment, marca el començament de totes les autovies principals de França ("routes nationales"). L'estel de bronze és considerat oficialment el centre de la ciutat de París.

## Hongria
El quilòmetre zero d'Hongria es troba a la plaça Adam Clark de Budapest, al costat de la capçalera del Pont de les Cadenes (Szechenyi lanchid) sobre el riu Danubi on, a més, se situa l'estació inferior del funicular Budavari Siklo que porta a Varhegy.

## Regne Unit
Encara que el terme “quilòmetre zero” no és usat en el Regne Unit, totes les distàncies des de Londres es mesuren des de Charing Cross, nom atorgat a la Charing Cross Railway Station i als districtes circumdants. El seu origen procedeix del llogaret d'Hamlet de Charin, on el rei Eduard I d'Anglaterra va erigir una creu en memòria de la seva dona, Elionor de Castella. És reconegut oficialment com el centre de Londres i les distàncies a Londres estan mesurades des de la ubicació de la creu original d'Elionor.

## Romania
El quilòmetre zero de Romania està marcat per un monument localitzat enfront de l'església de Sant Jordi al centre de Bucarest.

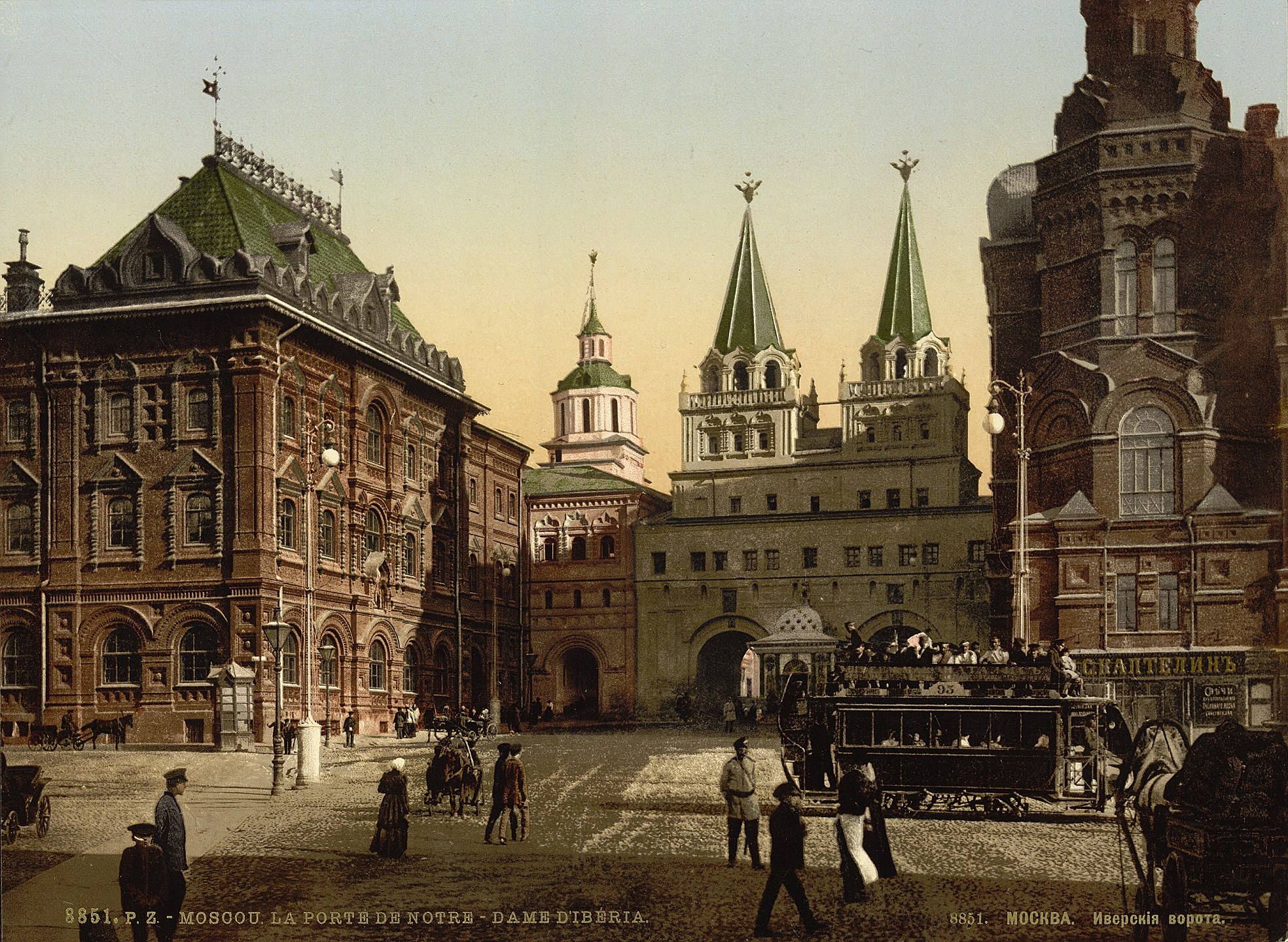
La Porta i Capella Ibèrica.

## Rússia
Al país més gran del món, la placa de bronze que marca el seu Quilòmetre Zero està situada a Moscou, just enfront de la Capella Ibèrica, en un curt passatge que connecta la Plaça Roja amb la Plaça del Manège i flanquejat pel Museu Estatal d'Història i també per la Duma de Moscou.

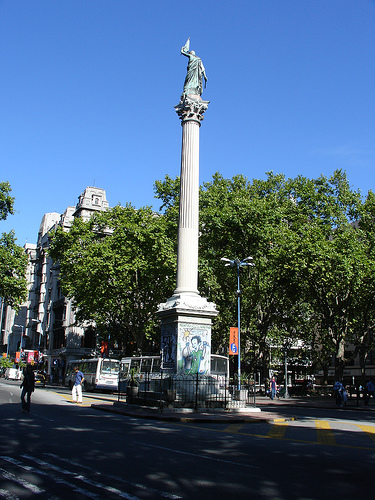
Columna de la Pau de la Plaça de Cagancha, Montevideo.

## Uruguai
Uruguai té el seu quilòmetre zero de les carreteres nacionals a l'Estàtua de la Pau, situada a la Plaça de Cagancha de la ciutat de Montevideo.
També se sol parlar de "Quilòmetre Zero" dels rius. Per exemple, el quilòmetre zero del Riu de la Plata va ser establert pel Tractat del Riu de la Plata de 1961 en el paral·lel que passa per la zona denominada Punta Gorda en el departament de Departament de Colònia, al sud de la ciutat de Nueva Palmira.